# Out of Time
Out of Time je album kapely R.E.M. vydané v roce 1991, díky němuž získala kapela celosvětovou slávu. Také díky největšímu hitu alba, písni Losing My Religion, se Out of Time, jako první album R.E.M., umístilo na prvním místě jak britského tak i amerického žebříčku. Ironií ovšem je, že i přes obrovský komerční úspěch se kapela rozhodla nekoncertovat na podporu prodeje alba a ke stejnému kroku přistoupila i při vydání následujícího alba, Automatic for the People.
Jedním z největších hitů alba Out of Time byla píseň Shiny Happy People, kde se jako host objevila Kate Pierson z kapely The B-52's. Kapela se této písně, i přes její velkou popularitu, zřekla a nikdy ji nehraje na koncertech, ani ji nezařadila na výběrové album In Time. Dalším hostem na albu je rapper KRS-One, který vystoupil v písni Radio Song. Baskytarista Mike Mills zpívá písně Near Wild Heaven a Texarkana.
Out of Time se brzy po vydání stalo nejprodávanějším albem R.E.M., když bylo celosvětově prodáno asi 13 milionů kopií. Větší úspěch zaznamenali R.E.M. jen s následujícím albem, Automatic for the People, kterého se prodalo 18 milionů kopií. V roce 1992 vyhrálo Out of Time Grammy v kategorii „nejlepší alternativní album“.
V roce 1998 vyhlásili čtenáři hudebního časopisu Q album Out of Time 38. nejlepším albem všech dob a v žebříčku z roku 2005 se album posunulo dopředu na 37. místo. Časopis Rolling Stone jej vyznamenal 68. místem v seznamu nejlepších alb devadesátých let.
V roce 2005 vydali Warner Bros. Records dvoudiskovou edici alba Out of Time obsahující CD, DVD-Audio disk se zvukem ve formátu 5.1 a částečně rozšířený původní booklet.

## Seznam skladeb
Autory jsou Bill Berry, Peter Buck, Mike Mills a Michael Stipe.
| Pořadí | Název              | Délka |
| ------ | ------------------ | ----- |
| 1.     | Radio Song         | 4:13  |
| 2.     | Losing My Religion | 4:26  |
| 3.     | Low                | 4:55  |
| 4.     | Near Wild Heaven   | 3:17  |
| 5.     | Endgame            | 3:48  |
| 6.     | Shiny Happy People | 3:45  |
| 7.     | Belong             | 4:05  |
| 8.     | Half a World Away  | 3:26  |
| 9.     | Texarkana          | 3:37  |
| 10.    | Country Feedback   | 4:07  |
| 11.    | Me in Honey        | 4:06  |

## Žebříčky
Album
| Rok  | žebříček      | Pozice |
| ---- | ------------- | ------ |
| 1991 | Billboard 200 | 1      |

Singly
| Píseň                | Rok  | Žebříček               | Pozice |
| -------------------- | ---- | ---------------------- | ------ |
| "Losing My Religion" | 1991 | Modern Rock Tracks     | 1      |
| "Losing My Religion" | 1991 | Mainstream Rock Tracks | 1      |
| "Losing My Religion" | 1991 | Adult Contemporary     | 28     |
| "Shiny Happy People" | 1991 | Modern Rock Tracks     | 3      |
| "Shiny Happy People" | 1991 | Mainstream Rock Tracks | 8      |
| "Texarkana"          | 1991 | Modern Rock Tracks     | 4      |
| "Texarkana"          | 1993 | Mainstream Rock Tracks | 7      |

## Certifikace
| Organizace | Úroveň          | Datum           |
| ---------- | --------------- | --------------- |
| RIAA – USA | Zlatá deska     | 24. května 1991 |
| RIAA – USA | Platinová deska | 24. května 1991 |
| RIAA – USA | 2x Platinová    | 19. června 1991 |
| RIAA – USA | 3x Platinová    | 11. října 1991  |
| RIAA – USA | 4x Platinová    | 5. června 1992  |